# هارولد فريتز
هارولد فريتز (بالإنجليزية: Harold Frederic)‏ (19 أغسطس 1856، أوتيكا في الولايات المتحدة - 19 أكتوبر 1898، هنلي أون تيمز في المملكة المتحدة)؛ صحفي، كاتب وروائي أمريكي.

## روابط خارجية
- هارولد فريتز على موقع الموسوعة البريطانية (الإنجليزية)